# عزب الغرب
قرية عزب الغرب هي إحدى القرى التابعة لمركز مطوبس في محافظة كفر الشيخ في جمهورية مصر العربية. حسب إحصاءات سنة 2006، بلغ إجمالي السكان في عزب الغرب 3777 نسمة، منهم 1837 رجل و1940 امرأة.